# Fodinoidea pupieri
Fodinoidea pupieri là một loài bướm đêm thuộc phân họ Arctiinae, họ Erebidae.